# N103 (België)
De N103 is een gewestweg in de Belgische provincie Antwerpen. De weg ligt grotendeels op het grondgebied van de gemeente Mol en was voor de aanleg van N71 als ringweg rond Mol de doorgaande weg tussen Geel en Lommel. De totale lengte van de weg bedraagt ongeveer 7 kilometer.